# Burnside (Kentucky)
Burnside is een plaats (city) in de Amerikaanse staat Kentucky, en valt bestuurlijk gezien onder Pulaski County.

## Demografie
Bij de volkstelling in 2000 werd het aantal inwoners vastgesteld op 637.
In 2006 is het aantal inwoners door het United States Census Bureau geschat op 675, een stijging van 38 (6,0%).

## Geografie
Volgens het United States Census Bureau beslaat de plaats een oppervlakte van
5,4 km², waarvan 4,4 km² land en 1,0 km² water. Burnside ligt op ongeveer 347 m boven zeeniveau.

## Plaatsen in de nabije omgeving
De onderstaande figuur toont nabijgelegen plaatsen in een straal van 32 km rond Burnside.